# Sten Axelson
Sten Axel Fredrik Axelson, född 6 maj 1903 i Tidan i Vads församling i Skaraborgs län, död 16 juli 1976 i Bromma (Västerleds församling), var en svensk kompositör, sångare och musiker (piano). Han är mannen bakom sånger som till exempel Kan du vissla Johanna?, Den farliga leken, Jag kommer i kväll under balkongen och Det är jag som går vägen uppför stegen.
Axelson ingick i början av 1930-talet i sånggruppen Tre Sang.
Sten Axelson hade två söner, Björn och Patrik Axelson.

## Filmmusik i urval
- 1933 – Fridolf i lejonkulan
- 1933 – Hemliga Svensson
- 1933 – Den farliga leken
- 1934 – Flickorna från Gamla sta'n
- 1935 – Tjocka släkten
- 1936 – Min svärmor - dansösen
- 1937 – Än leva de gamla gudar
- 1939 – Landstormens lilla Lotta
- 1952 – Åke klarar biffen
- 1956 – Syndare i filmparadiset